# Władysław Karpiel
Władysław Karpiel (ur. 21 lutego 1897 w Zamościach, zm. 24 lutego 1964 w Bytomiu) – podoficer Wojska Polskiego w II Rzeczypospolitej, działacz niepodległościowy, kawaler Orderu Virtuti Militari.

## Życiorys
Urodził się we wsi Zamoście, w ówczesnym powiecie przemyślańskim Królestwa Galicji i Lodomerii, w rodzinie rolników - Franciszka i Pelagii z domu Tus.
Ukończył szkołę przemysłową i praktykował w zawodzie ślusarza. W dniu 1 lipca 1915 roku wstąpił do Legionów Polskich i otrzymał przydział do 1 kompanii I batalionu 4 pułku piechoty. Jako zwiadowca wyróżnił się między innymi w brawurowych akcjach pod Jastkowem (31 lipca 1915 r.), na Wołyniu (listopad 1915 r.) i pod Rudką Miryńską (sierpień 1916 r.), gdzie został ranny w rękę. Za wykazane wówczas męstwo odznaczony został Krzyżem Srebrnym Orderu Virtuti Militari . Nadanie to zostało następnie potwierdzone dekretem Wodza Naczelnego marszałka Józefa Piłsudskiego L.12030.VM z 17 maja 1922 roku (opublikowanym w Dzienniku Personalnym Ministerstwa Spraw Wojskowych Nr 2 z dnia 6 stycznia 1923 roku). Po kryzysie przysięgowym (lipiec 1917 r.) został przymusowo wcielony do cesarsko-królewskiej Obrony Krajowej i przydzielony do 16 pułku strzelców. Od 15 października 1918 roku działał w Polskiej Organizacji Wojskowej. Uczestnik wojny polsko-ukraińskiej i wojny polsko-radzieckiej. Od dnia 1 listopada 1918 roku uczestniczył w obronie Lwowa, podczas której został ranny i przebywał w szpitalu. Po wyjściu ze szpitala (10 grudnia 1918 r.) wstąpił w szeregi 4 pułku piechoty Legionów i wziął udział w walkach z bolszewikami.
Zdemoblizowany w roku 1921, w rok później ponownie został powołany do Wojska Polskiego. Służbę wojskową pełnił kolejno w 51 pułku piechoty oraz w 19 pułku piechoty, awansując na starszego sierżanta .
Po zajęciu Lwowa w 1939 roku przez Armię Czerwoną ukrywał się i wraz z grupą złożoną z byłych podoficerów zawodowych organizował schronienie dla uciekinierów z terenów okupacji niemieckiej. W tym okresie pracował również dorywczo podejmując się różnych zajęć.
W dniu 25 sierpnia 1945 roku został wraz z rodziną wywieziony do Bytomia, gdzie pracował jako cieśla i nauczyciel zawodu w kopalni „Rozbark”. W następstwie szykan został zwolniony, po czym podjął pracę zarobkową jako palacz. Zmarł w Bytomiu i pochowany został na cmentarzu Rakowickim w Krakowie (kwatera XCII, rząd 12, miejsce 15). Żoną Władysława Karpiela była Wiktoria z domu Przybyło, z którą miał synów: Romana (ur. 1930) i Lucjana oraz córki: Mieczysławę (ur. 1928) i Cecylię (1929–2016).

## Ordery i odznaczenia
- Krzyż Srebrny Orderu Virtuti Militari nr 6274[8][1]
- Krzyż Niepodległości – 7 lipca 1931 „za pracę w dziele odzyskania niepodległości”[9][10]
- Krzyż Walecznych dwukrotnie[7][7]
- Medal Pamiątkowy za Wojnę 1918–1921[2]
- Medal Dziesięciolecia Odzyskanej Niepodległości[2]